# Невиђане
Невиђане су насељено место у саставу општине Пашман, у Задарској жупанији, Република Хрватска.

## Географија
Насеље се налази на острву Пашману.

## Историја
До територијалне реорганизације у Хрватској налазиле су се у саставу старе општине Биоград на Мору.

## Становништво
На попису становништва 2011. године, Невиђане су имале 376 становника.

## Попис1991.
На попису становништва 1991. године, насељено место Невиђане је имало 628 становника, следећег националног састава:
| Попис 1991.‍ | Попис 1991.‍ | Попис 1991.‍ | Попис 1991.‍ | Попис 1991.‍ |
| ----------- | ----------- | ----------- | ----------- | ----------- |
|             |             |             |             |             |
| Хрвати      | Хрвати      |             | 624         | 99,36%      |
| Италијани   | Италијани   |             | 1           | 0,15%       |
| Срби        | Срби        |             | 1           | 0,15%       |
| остали      | остали      |             | 1           | 0,15%       |
| непознато   | непознато   |             | 1           | 0,15%       |
| укупно: 628 |             |             |             |             |